# Регламент про сільськогосподарську продукцію
Регла́мент про сільськогоспода́рську проду́кцію (№ 1308/2013) — нормативно-правовий акт Європейського Союзу, який дозволяє обмежувати пропозицію сільськогосподарських товарів для підтримки справедливих цін.

## Зміст
Стаття 8 передбачає, що певні сільськогосподарські культури та м'ясо можуть закуповуватися органами влади країн-членів ЄС для «зберігання ними до моменту утилізації», з додатковою допомогою для зберігання.